# Henri d'Andeli

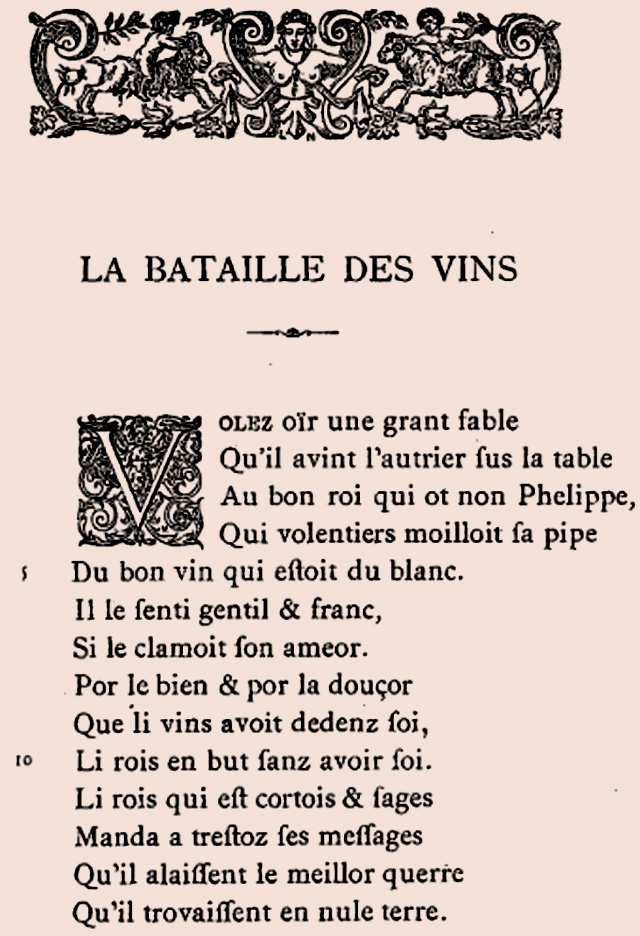
Première page de La Bataille des vins de Henri d'Andeli

Henri d’Andeli est un clerc et écrivain français, d’origine normande, actif à Paris dans le deuxième quart du XIIIe siècle, vers 1220-1240, auteur de poèmes en vers octosyllabiques à rimes plates. C’est le premier auteur en langue française identifiable avec certitude comme parisien.

## Œuvres
On lui attribue de façon sûre trois poèmes :
Le dit du chancelier PhilippeC'est l’éloge funèbre en 266 vers du protecteur d’Henri d’Andeli, Philippe, chancelier de Notre-Dame de Paris, mort le 26 décembre 1236, avec laquelle le poète entretenait probablement une relation à la fois amicale et littéraire. Il est conservé dans un seul manuscrit.
La bataille des sept artsCe poème de 461 vers, composé vers 1236-1250, met en scène un combat parodique entre Grammaire, aidée par les auteurs classiques, et Logique, soutenue par Droit, Médecine et Théologie ; il reflète la rivalité entre l’enseignement de l’université d’Orléans, restée fidèle à l’étude littéraire des classiques, et celui de l’université de Paris, où étaient privilégiées la logique, la dialectique et où l’enseignement d’Aristote venait d’entrer de façon massive. C’est la défaite des littéraires face aux scolastiques.
La bataille des vinsConnu aussi sous le titre de Dit des vins de France, ce poème composé peu après 1224, en 204 vers, constitue un inappréciable témoignage sur le vignoble français du XIIIe siècle. Il se déroule à la table du roi de France Philippe-Auguste, qui a envoyé partout ses messagers rassembler les meilleurs vins blancs, pour en établir la hiérarchie. Un prêtre anglais, revêtu de l’étole, et dont le français fortement anglicisé est supposé produire un effet comique, déguste les vins qui lui sont présentés, excommunie ou chasse à coups de bâton les mauvais vins. Ceux qui restent en lice ne tardent pas à se disputer la préséance et, dit le poète, ils en seraient venus aux mains si les vins avaient des mains.
Un quatrième poème, le Lai d'Aristote, qui a connu un succès énorme à travers l’Europe, lui est communément attribué, mais des recherches récentes le donnent plutôt à Henri de Valenciennes.  Dans ce poème, Aristote, précepteur d’Alexandre le Grand, convainc ce dernier d’éviter sa belle amante, qu’il avait ramenée des Indes, et qui lui faisait négliger ses devoirs politiques. Pour se venger, la jeune femme se montre au vieux philosophe avec une telle séduction qu’il se livre entièrement à la passion et consent à tous ses caprices, se mettant à quatre pattes et se laissant chevaucher. À Alexandre qui s’amuse du spectacle, Aristote rétorque que si un vieux philosophe est incapable de résister au pouvoir de la femme et d’Éros, un jeune homme doit être d’autant plus prudent.

## Éditions
- Li Lai d'Aristote de Henri d'Andeli, éd. Maurice Delbouille, Société d'Édition « Les belles Lettres », Paris, 1951
- Œuvres de Henri d'Andeli, trouvère normand du XIIIe siècle, éd. A. Héron, Rouen, Cagniard, 1880 (Société rouennaise de bibliophiles).
- Les dits d'Henri d'Andeli, éd. Alain Corbellari, Paris, Champion, 2003 (Classiques français du Moyen Âge, 146).
- « Henri d'Andeli, La bataille des vins, édition avec introduction, notes, glossaire et tables », éd. Albert Henri, dans Bulletin de la classe des lettres et des sciences morales et politiques, Académie royale de Belgique, 6e série, t. 2, no 6-9, 1991, p. 203-248.

## Traductions en français
- Henri d'Andeli, Les dits, suivis de deux versions du Mariage des sept arts, trad. Alain Corbellari, Paris, Champion, 2003 (Traductions des Classiques du Moyen Âge, 66).